# Union Station (San Luis)
St. Louis Union Station es un Monumento Histórico Nacional de Estados Unidos y una antigua terminal de trenes de pasajeros, ubicada en San Luis, Missouri. Anteriormente fue la estación de tren más grande y concurrida del mundo, a principios de 1980 se convirtió en un hotel, un centro comercial y un complejo de entretenimiento. Hoy en día, sólo da servicio al transporte local: Metrolink.

## Historia
La estación fue inaugurada el 1 de septiembre de 1894, y era propiedad de Terminal Railroad Association of St. Louis. Diseñado por Theodore Link, con tres áreas principales: el Headhouse, el Midway y el cobertizo de trenes, de 47,000 m². El Headhouse era la sede de un hotel, un restaurante, las salas de pasajeros y las oficinas de venta de billetes de ferrocarril. Contaba con un techo abovedado de 20 m, ventanas con vidrios de colores y una torre del reloj de 85 m de altura.
En su apogeo, la estación combinaba los servicios de pasajeros de 22 ferrocarriles, la mayor cantidad para una estación en el mundo. En su inauguración, era la más grande y concurrida estación de ferrocarriles del mundo. En 1903 la estación fue ampliada para dar cabida a los visitantes de la exposición universal de San Luis.
En 1940 manejaba 100.000 pasajeros al día. La famosa fotografía de Harry S. Truman que sostiene en alto el erróneo titular del Chicago Tribune: "Dewey derrota a Truman" fue realizada en su interior durante su viaje a Washington D. C. después de las elecciones de 1948.
Con el auge de los aviones como medio de transporte principal para largas distancias, el transporte de pasajeros de la estación disminuyó en los años 1950 y 1960, debido a esto se volvió demasiado costosa de mantener como estación ferroviaria. Con la adquisición de la estación por Amtrak en 1971, el servicio de trenes de pasajeros de San Luis se redujo a sólo tres trenes al día. Amtrak dejó de usar la estación el 31 de octubre de 1978. Los servicios de la estación se trasladaron al Gateway Multimodal Transportation Center, cercano a la terminal.
En agosto de 1985, después de una renovación de 150 millones de dólares por parte de Hok, Union Station fue reinaugurada como un hotel de 539 habitaciones, un centro comercial, varios restaurantes y un patio de comidas. Los créditos fiscales de rehabilitación histórica federal se utilizaron para transformar la estación en una de las atracciones más visitadas de la ciudad. La rehabilitación fue realizada por Conrad Schmitt Studios. Sigue siendo uno de los mayores proyectos de restauración adaptativa en los Estados Unidos. El hotel está ubicado en el Headhouse y parte de la vertiente del tren, que también alberga un lago y establecimientos de compras, entretenimiento y restaurantes. Omni fue el operador del hotel original, seguido de Global Hyatt Corporation y  posteriormente la cadena de hoteles Marriott . En 2012 Lodging Hospitality Management compró Union Station.
Algunos de los elementos arquitectónicos de la construcción fueron eliminadas en las renovaciones y trasladadas al St. Louis Fundación Arts Building.